# Torrini (entreprise)
Pour les articles homonymes, voir Torrini.
Torrini est un joaillier italien du XIVe siècle.
Fondée en 1369, encore en activité, toujours détenue et dirigée par la famille du fondateur, Jacopus Turini.

## Métiers
Torrini dessine, fabrique et commercialise des articles de joaillerie, en particulier des bijoux, des montres et des flacons de parfums. Elle détient un procédé unique au monde de traitement de l'or. Elle revend ses créations dans le monde entier via un réseau international de grands bijoutiers.

## Historique
L'histoire de l'entreprise Torrini est liée à celle de l'Italie, celle de la famille du fondateur et celle de la joaillerie. Elle a été marquée par le succès de l'art italien en Europe à la Renaissance, le rôle politique des Turini en tant que Prieur de Sienne, les destructions pendant la Seconde Guerre mondiale et l'inondation de Florence en 1966.